# Lecturas para mujeres
Lecturas para mujeres destinadas a la enseñanza del lenguaje es una antología de 447 páginas, publicada en 1923 por la Secretaría de Educación Pública de México. La compilación reúne prosa y poesía compilada por la poeta e intelectual chilena Gabriela Mistral, quien también realiza la introducción al libro dividida en 6 partes. La selección está dedicada a niñas y mujeres de entre quince y treinta años, quienes no adquirían los mismos materiales y recursos académicos que sus pares varones de la época. La obra fue creada para la Escuela-Hogar Gabriela Mistral, dirigida por la propia Gabriela Mistral.

## Resumen de la obra

### Introducción
La introducción de la obra está dividida en seis segmentos, los cuales se detallan a continuación.

#### I. Palabras de la Extranjera
En la primera parte de la introducción, Mistral plantea de forma crítica que el texto está dedicado a las mujeres y niñas que por cuestiones culturales y sociales no pueden acceder al conocimiento humanista.
Mistral se sitúa como una "extranjera", ya que siente que no tiene autoridad cultural para sugerir ciertas lecturas a escolares mexicanos siendo chilena y comenta que recopila esta colección de textos para la escuela que lleva su nombre.

También se refiere al tipo de enseñanza industrial de la escuela mencionada anteriormente:
"Mis alumnas no cursarán humanidades en otro establecimiento; quedarán, pues, sin conocer las páginas hermosas de nuestra literatura. Bueno es darles en esta obra una mínima parte de la cultura artística que no recibirán completa y que una mujer debe poseer. Es muy femenino el amor de la gracia cultivado a través de la literatura".
También comenta que la obra es un ensayo de un trabajo destinado a mujeres de América que realizará en Chile.

#### II. Lecturas Femeninas
En el segundo segmento introductorio, Mistral reflexiona sobre los libros de lectura destinados a niños y niñas y asegura que existe un sesgo que iría en detrimento de la mujer, ya que en dichos libros no se habla de la maternidad de la misma forma en las dimensiones materiales y espirituales. Según Mistral, son  aspectos básicos que se deben tener en cuenta dentro de los planes escolares.
"Ya es tiempo de iniciar entre nosotros la formación de una literatura femenina, seria. A las excelentes maestras que empieza a tener nuestra América corresponde ir creando la literatura del hogar, no aquella de sensiblería y de belleza inferior que algunos tienen por tal, sino una literatura con sentido humano, profundo".

#### III. Motivos Humanos
En el tercer segmento introductorio, Mistral critica brevemente la infantilización y el empequeñecimiento histórico que algunos autores han tenido para las estudiantes, sin tomar en cuenta ni sus potenciales ni sus aptitudes. También menciona que estas consideraciones la llevaron a incluir una sección de Motivos espirituales. 

#### IV. Sección México y América Española
Gabriela Mistral menciona los motivos que la llevaron a seleccionar autores hispanoamericanos. La autora considera que es una forma de patriotismo es tomar en cuenta "la tierra de milagro sobre la cual caminamos". Se refiere a que estas y otras motivaciones la llevaron a incluir el capítulo MéxicoTambién se refiere a la doctrina de Simón Bolívar:
"Hace muchos años que la sombra de Bolívar ha alcanzado mi corazón con su doctrina. Ridiculizada ésta, deformada por sarcasmos en muchas partes, no siendo todavía conciencia nacional en ningún país nuestro, yo la amo así, como anhelo de unos pocos y desdén u olvido de los otros".

#### V. Índole de las lecturas
En el quinto segmento introductorio, Gabriela Mistral plantea la metodología de los textos escogidos y comenta que fueron agrupados por intención moral (y a veces social), por belleza y por amenidad. Además, profundiza en el vínculo del pedagogo como catalizador de la cultura y se refiere a la falta de alegría adulta que provoca la enseñanza "sin espíritu" y "sin frescura" durante la juventud. 

#### VI. Gratitud
En la última parte de la introducción, Gabriela Mistral agradece al gobierno mexicano por su labor constructiva de la educación y por permitirles la oportunidad de escribir para las mujeres "de mi sangre en el único periodo de descanso que ha tenido mi vida". La introducción finaliza con la firma "La recopiladora" y tiene fecha de 31 de julio de 1923.

### Hogar
a) La casa y la familia
b) Maternidad
México y la América española
Trabajo

### Motivos espirituales
a) La caridad
b) Literatura y Artes
c) La vida superior
d) La voluntad
e) Los muertos
f) La alegría
g) Motivos de Navidad

### Naturaleza
a) La tierra
b) Motivos del mar
c) La vegetación
d) Animales